# Museo del Valle de Tehuacán
El Museo del Valle de Tehuacán forma parte de un recinto denominado Complejo Cultural del Carmen en la ciudad de Tehuacán, en la región mixteca del estado de Puebla. Fue inaugurado en 2002 en este antiguo exconvento carmelita del siglo XVIII. El objetivo del sitio es difundir principalmente la historia del maíz y su relación con los habitantes antiguos de Tehuacán y los pueblos de Mesoamérica en general. Se exhiben herramientas, utensilios y otras diversas piezas prehispánicas incluyendo semillas y mazorcas muy antiguas.